# فلسفة الإحصاء
فلسفة الإحصاء هي دراسة الأسس والتحليلات الرياضية والمفاهيمية والفلسفية للإحصاء والاستدلال الإحصائي. على سبيل المثال، يُجادل دينيس ليندلي بأن التحليل العام للإحصاء هو دراسة عدم اليقين. ويشمل هذا الموضوع معنى الإحصاء وتبريره وفائدته واستخدامه وإساءة استخدامه ومنهجيته، بالإضافة إلى القضايا الأخلاقية والمعرفية المتعلقة باختيار وتفسير البيانات وأساليب الإحصاء.